# Saint-Laurent-Bretagne
Saint-Laurent-Bretagne – miejscowość i gmina we Francji, w regionie Nowa Akwitania, w departamencie Pireneje Atlantyckie.
Według danych na rok 1990 gminę zamieszkiwało 349 osób, a gęstość zaludnienia wynosiła 33 osób/km² (wśród 2290 gmin Akwitanii Saint-Laurent-Bretagne plasuje się na 836. miejscu pod względem liczby ludności, natomiast pod względem powierzchni na miejscu 1023.).